# Plantago hedleyi
Plantago hedleyi är en grobladsväxtart som beskrevs av Joseph Henry Maiden. Plantago hedleyi ingår i släktet kämpar, och familjen grobladsväxter. Inga underarter finns listade i Catalogue of Life.